# Adesione della Macedonia del Nord all'Unione europea
L'adesione della Macedonia del Nord all'Unione europea è uno dei principali obiettivi del governo macedone.

## Storia
La Repubblica di Macedonia firmò l'accordo di stabilizzazione ed associazione con le comunità europee ed i loro stati membri il 9 aprile 2001 in Lussemburgo. L'Assemblea della Repubblica di Macedonia ratificò l'accordo il 12 aprile 2001. Questo accordo, firmato tra la Repubblica di Macedonia e l'Unione Europea è stato il primo ad essere ratificato da tutti gli stati membri ed entrò in atto il 1º aprile 2004.
La Repubblica al momento fa parte del processo di stabilizzazione ed associazione, un processo che porta all'adesione all'Unione Europea. Come presidente della Commissione europea Romano Prodi affermò «Sulla scia di questo successo (riferendosi al recente allargamento) dobbiamo aprire completamente le porte dell'Europa ai Balcani».
Il 22 marzo 2004, a Dublino (Irlanda), la Repubblica di Macedonia fece il primo passo avanti e fece domanda per l'ammissione all'Unione europea. Sei mesi dopo la Repubblica iniziò la procedura di risposta del Questionario, un'applicazione della Commissione Europea che controlla vari aspetti dello stato richiedente. Il 31 gennaio 2005, in meno di tre mesi, le istituzioni macedoni avevano già preparato le risposte, illustrando realisticamente la situazione e anche i piani per l'avanzamento in ognuno dei settori particolari della società.
Dopo aver rivisto le risposte, la Commissione europea preparò un avviso in cui prendeva in considerazione la proposta della nazione macedone di candidarsi come membro dell'Unione Europea.
Il 6 settembre 2004 il governo della Repubblica di Macedonia adottò la Strategia Nazionale per l'Integrazione Europea; è stato specialmente importante che questa strategia sia stata supportata sia dalla Sobranie sia dalla Commissione per le Questioni Europee, confermando il consenso politico generale sull'integrazione in Europa.
Il Consiglio europeo, il 17 dicembre decise di conferire alla Repubblica di Macedonia lo status di candidato a membro dell'UE. I capi di Stato e i governi degli stati membri riconoscevano quindi i progressi che la Repubblica aveva fatto per soddisfare i criteri di Copenaghen.
Nell'ottobre 2009 la Commissione europea ha raccomandato l'apertura dei negoziati d'adesione, che però non sono ancora stati avviati a causa prima dell'opposizione della Grecia legata alla controversia sul nome e poi dell'opposizione della Bulgaria su questioni linguistico-culturali.
Dal 19 dicembre 2009 è in vigore la liberalizzazione dal regime dei visti per i cittadini macedoni, come per quelli di Serbia e Montenegro.
Nell'aprile 2018, l'alto rappresentante dell'Unione europea e il commissario per l'allargamento annunciano il loro parere positivo all'apertura dei negoziati per l'adesione, visto anche l'intensificarsi dei rapporti con la Grecia per risolvere la disputa sul nome, conclusasi poi a due mesi dopo con la scelta del nome Macedonia del Nord. A giugno dello stesso anno, i leader dei 28 paesi membri hanno approvato un'intesa per l'avvio dei negoziati di adesione dal giugno 2019.
Il 29 maggio 2019 l'alto rappresentante ed il commissario per l'allargamento hanno ribadito il loro parere positivo all'apertura dei negoziati per l'adesione, visti i progressi svolti, soprattutto per quanto riguarda l'accordo con la Grecia che ha risolto la questione del nome.
Dopo diversi rinvii della decisione, dovuti prevalentemente all'opposizione dei governi francese, neerlandese e danese, e l'adozione di una nuova procedura per i negoziati da parte della Commissione, il 24 marzo 2020 il Consiglio dell'Unione europea ha dato il via libera unanime all'apertura dei negoziati di adesione per Albania e Macedonia del Nord, senza però fissare una data per il loro avvio, che dovrà essere decisa dal Consiglio europeo, che, finora, è stato bloccato nel prendere tale decisione dal veto posto dalla Bulgaria.
Il 19 luglio 2022, a seguito del voto a maggioranza semplice del parlamento macedone sull'approvazione del riconoscimento della minoranza bulgara nella Costituzione del paese e della conseguente rimozione del veto della Bulgaria, sono iniziati i negoziati di adesione all'Unione europea, insieme all'Albania.
Il 7 dicembre 2023 si è tenuta l'ultima riunione della fase di screening tra gli esperti della Commissione europea e i funzionari del governo macedone, a seguito della quale la Commissione ha presentato al Consiglio dell'Unione i parametri (benchmark) per aprire il primo gruppo di capitoli dei negoziati relativi allo stato di diritto e alla democrazia.
Il 26 settembre 2024, in seguito a una decisione unanime del Comitato dei rappresentanti permanenti, il processo di adesione della Macedonia del Nord è stato separato da quello dell'Albania, a causa dei ritardi e dei mancati adempimenti nell'attuazione delle disposizioni richieste dall'Acquis comunitario e per le dispute ancora irrisolte con la Bulgaria, causando l'irritazione del governo macedone.

## Controversie

### Disputa sul nome con la Grecia
Un fattore di importanza basilare per l'accesso macedone all'UE è la questione del nome con la Grecia. Il 29 agosto 2006, il ministro degli esteri greco Dora Bakoyannis affermò che "...il parlamento ellenico, in qualsiasi coalizione, non ratificherà l'accesso del paese confinante all'Unione europea ed alla NATO se la questione del nome non sarà prima risolta."
Più recentemente, fonti dell'Unione europea hanno confermato che la speranza della Repubblica di Macedonia per dare inizio alle trattative d'accesso nell'anno successivo non potranno avvenire, poiché il nuovo primo ministro Nikola Gruevski ha escluso la minoranza etnica albanese della repubblica ex iugoslava ed ha politicizzato molte istituzioni statali. La Repubblica di Macedonia, così come altri paesi balcanici occidentali può aspettarsi l'accesso su un termine medio-lungo.
Tra il 2018 e il 2019, grazie all'accordo di Prespa, siglato con il governo greco e successivamente recepito da entrambi gli stati, si è risolta la controversia sul nome dello stato, che dal 12 febbraio 2019 è divenuto ufficialmente Macedonia del Nord, togliendo l'ultimo ostacolo reale all'apertura dei negoziati d'adesione. Lo stesso accordo sancì la definitiva dismissione del sole di Verghina quale bandiera ufficiale della Macedonia del Nord, trattandosi di un simbolo conteso con la Repubblica ellenica.

### Disputa storico-linguistica con la Bulgaria
Il 24 luglio 2006 il ministro bulgaro degli esteri Ivajlo Kalfin affermò che la Bulgaria, che sarebbe entrata nell'Unione europea il 1º gennaio dell'anno dopo, non avrebbe supportato incondizionatamente l'accesso della Repubblica di Macedonia, ponendo come motivazione una sorta di "aggressione contro la nazione e la storia bulgara da parte dell'autorità macedone". Il presidente bulgaro Georgi Părvanov appoggiò Kalfin, dicendo che il "supporto bulgaro per la Repubblica di Macedonia dipende dalla tolleranza del paese verso la storia bulgara e la mancanza di atteggiamenti negativi ed aggressioni".
Ciò venne seguito da un'immediata risposta diplomatica negativa da parte della Repubblica di Macedonia, in cui si affermava che la Repubblica non aveva alcun interesse nella storia nazionale bulgara, ma questa non doveva appropriarsi di quegli avvenimenti che facevano anche parte della storia nazionale macedone. Il presidente Branko Crvenkovski affermò che "tali dichiarazione approssimative e poco diplomatiche che provengono dai funzionari bulgari sono da includersi nell'ambito delle imminenti elezioni in Bulgaria e non dovrebbero essere riconosciute, e danneggiano la comunicazione bilaterale fra i due paesi.".
Nell'ottobre del 2019 il governo della Bulgaria ha fatto pervenire alla controparte macedone una lista con più di 20 richieste da prendere in considerazione per scongiurare il veto bulgaro all'apertura dei negoziati con l'Unione europea. Tra le varie istanze si annoveravano il riconoscimento dei bulgari quale popolazione costituente della Macedonia del Nord, la revisione dei testi scolastici con riferimento a numerosi personaggi e eventi storici controversi e l'identificazione della lingua macedone quale dialetto della lingua bulgara. Il 17 novembre 2020 la Bulgaria ha rifiutato di approvare il quadro negoziale dell'Unione europea per la Macedonia del Nord, bloccando di fatto l'inizio ufficiale dei colloqui di adesione con questo paese.
Con l'avvento del nuovo governo bulgaro, nato in seguito alle elezioni del novembre 2021, il neo-eletto primo ministro Kiril Petkov ha mostrato, insieme al suo omologo macedone Dimitar Kovačevski (entrato in carica il 17 gennaio 2022), una certa apertura al dialogo, dando speranza al paese balcanico che il tanto agognato processo di adesione all'UE potesse iniziare. Tuttavia la crisi di governo, nata proprio a seguito di questa prospettiva di rimozione del veto, ha nuovamente sospeso ogni decisione, prolungando la situazione di stallo nell'avvio dei negoziati.
Il 19 luglio 2022, a seguito del voto a maggioranza semplice del parlamento macedone sull'approvazione del riconoscimento della minoranza bulgara nella Costituzione del paese, secondo un compromesso mediato dalla presidenza francese dell'Unione, la Bulgaria ha rimosso il suo veto, permettendo così l'avvio dei negoziati di adesione. Sofia si è tuttavia riservata il diritto di bloccare nuovamente il processo di adesione della Macedonia del Nord all'Unione europea qualora alcune delle sue rivendicazioni venissero rigettate. Il veto bulgaro è infatti nuovamente stato imposto a seguito delle elezioni parlamentari macedoni del 2024 dalle quali è risultato vincitore il partito VMRO-DPMNE, da sempre contrario agli emendamenti costituzionali per la tutela della minoranza bulgara, che ha quindi bloccato il processo di attuazione del compromesso negoziato nel 2022.

## Progresso dei negoziati
| Capitoli dell'acquis                                             | Situazione attuale                    | Inizio Screening | Completamento Screening | Apertura Capitolo | Chiusura Capitolo |
| ---------------------------------------------------------------- | ------------------------------------- | ---------------- | ----------------------- | ----------------- | ----------------- |
| 1. Libertà di circolazione delle merci                           | Molto difficile da adottare           | 30-01-2023       | 09-03-2023              |                   |                   |
| 2. Libertà di circolazione dei lavoratori                        | Necessari ulteriori sforzi            | 30-01-2023       | 09-03-2023              |                   |                   |
| 3. Diritto di stabilimento/libertà di provvedere ai servizi      | Necessari ulteriori sforzi            | 17-01-2023       | 09-03-2023              |                   |                   |
| 4. Libera circolazione dei capitali                              | Necessari ulteriori sforzi            | 07-10-2022       | 09-03-2023              |                   |                   |
| 5. Appalti pubblici                                              | Notevoli sforzi necessari             | 15-09-2022       | 16-01-2023              |                   |                   |
| 6. Diritto societario                                            | Notevoli sforzi necessari             | 03-02-2023       | 09-03-2023              |                   |                   |
| 7. Diritto alla proprietà intellettuale                          | Molto difficile da adottare           | 17-01-2023       | 09-03-2023              |                   |                   |
| 8. Competitività                                                 | Molto difficile da adottare           | 17-01-2023       | 09-03-2023              |                   |                   |
| 9. Servizi finanziari                                            | Necessari ulteriori sforzi            | 07-10-2022       | 09-03-2023              |                   |                   |
| 10. Società dell'informazione/Media                              | Notevoli sforzi necessari             | 27-03-2023       | 15-06-2023              |                   |                   |
| 11. Agricoltura/Sviluppo rurale                                  | Notevoli sforzi necessari             | 17-07-2023       | 01-12-2023              |                   |                   |
| 12. Sicurezza alimentare/Politica veterinaria e fitosanitaria    | Notevoli sforzi necessari             | 17-07-2023       | 01-12-2023              |                   |                   |
| 13. Pesca                                                        | Senza attesa di grandi difficoltà     | 17-07-2023       | 01-12-2023              |                   |                   |
| 14. Politica dei trasporti                                       | Notevoli sforzi necessari             | 15-03-2023       | 15-09-2023              |                   |                   |
| 15. Energia                                                      | Notevoli sforzi necessari             | 15-03-2023       | 15-09-2023              |                   |                   |
| 16. Tassazione                                                   | Notevoli sforzi necessari             | 31-03-2023       | 15-06-2023              |                   |                   |
| 17. Economia/Politica monetaria                                  | Senza attesa di grandi difficoltà     | 13-06-2023       | 15-06-2023              |                   |                   |
| 18. Statistiche                                                  | Senza attesa di grandi difficoltà     | 19-09-2022       | 16-01-2023              |                   |                   |
| 19. Politica sociale/Occupazione                                 | Notevoli sforzi necessari             | 23-05-2023       | 15-06-2023              |                   |                   |
| 20. Impresa/Politica industriale                                 | Senza attesa di grandi difficoltà     | 26-05-2023       | 15-06-2023              |                   |                   |
| 21. Reti transeuropee                                            | Senza attesa di grandi difficoltà     | 15-03-2023       | 15-09-2023              |                   |                   |
| 22. Politica regionale/Coordinamento degli strumenti strutturali | Notevoli sforzi necessari             | 17-07-2023       | 01-12-2023              |                   |                   |
| 23. Magistratura/Diritti fondamentali                            | Notevoli sforzi necessari             | 27-09-2022       | 16-01-2023              |                   |                   |
| 24. Giustizia/Libertà/Sicurezza                                  | Notevoli sforzi necessari             | 27-09-2022       | 16-01-2023              |                   |                   |
| 25. Scienza/Ricerca                                              | Senza attesa di grandi difficoltà     | 28-04-2023       | 15-06-2023              |                   |                   |
| 26. Educazione/Cultura                                           | Senza attesa di grandi difficoltà     | 27-04-2023       | 15-06-2023              |                   |                   |
| 27. Ambiente                                                     | Totalmente incompatibile con l'acquis | 18-03-2023       | 15-09-2023              |                   |                   |
| 28. Consumatori/Tutela della salute                              | Necessari ulteriori sforzi            | 17-02-2023       | 09-03-2023              |                   |                   |
| 29. Unione doganale                                              | Notevoli sforzi necessari             | 20-10-2022       | 15-06-2023              |                   |                   |
| 30. Relazioni esterne                                            | Senza attesa di grandi difficoltà     | 06-12-2023       | 06-12-2023              |                   |                   |
| 31. Politica estera/Sicurezza/Difesa                             | Senza attesa di grandi difficoltà     | 07-12-2023       | 07-12-2023              |                   |                   |
| 32. Controlli finanziari                                         | Molto difficile da adottare           | 09-12-2022       | 16-01-2023              |                   |                   |
| 33. Disposizioni finanziarie e di bilancio                       | Senza attesa di grandi difficoltà     | 17-07-2023       | 01-12-2023              |                   |                   |
| 34. Istituzioni                                                  | Nessuna misura da adottare            |                  |                         |                   |                   |
| 35. Altri problemi                                               | Nessuna misura da adottare            |                  |                         |                   |                   |
| Progresso                                                        |                                       | 33 su 33         | 33 su 33                | 0 su 33           | 0 su 33           |